# Stadion Miejski u Gdanjsku
Stadion Miejski u Gdanjsku (poljski Gdańsk), (prije zvan Baltic Arena, PGE Arena Gdańsk),  nogometni je stadion u poljskom gradu Gdanjsku. Otvoren je 2011. godine. Ima kapacitet od 44 000 gledatelja. Koristi ga Lechia, nogometni klub iz Gdanjska.
Na ovome se stadionu odigrao četvrtfinale i tri utakmice skupina Europskog nogometnog prvenstva, koje se 2012. održalo u Poljskoj i Ukrajini.
Dana 26. svibnja 2021. godine odigrana je završnica UEFA Europske lige 2020./21.

## Vanjske poveznice
- Euro-Gdańsk.pl  Arhivirana inačica izvorne stranice od 24. siječnja 2010. (Wayback Machine)